# 2nd
2nd es el segundo sencillo de la banda finlandesa de rock alternativo The Rasmus, lanzado en 1996 por el sello Warner Music Finlandia. El sencillo contiene dos pistas extraídas del álbum Peep.
2nd es, al igual que 1st, a menudo descrito como una música regular. Dado que el título no es un nombre de las canciones del álbum Peep(donde aparece en todas las canciones), que cuenta como un EP.

## Lista de canciones
1. "Myself" - 3:53
2. "Postman" - 2:36

## Banda
- Lauri Ylönen – Vocalista
- Pauli Rantasalmi – Guitarrista
- Eero Heinonen – Bajo
- Janne Heiskanen – Batería